# Udvarias Katalin
Udvarias Katalin (Marcali, 1953. december 22. –) magyar színésznő.

## Életpályája
1974-ben diplomázott a Színház- és Filmművészeti Főiskola operett-musical szakán Vámos László osztályában.
A Budapesti Operettszínház tagja. Első szerepe Jacobi Victor Sybill című operettjében volt (a szüzek kara).
2001-től a Főnix Dráma Stúdióban zenés mesterséget tanít. Szerepel a Pódium Színházban is.
Testvére: Udvarias Anna.

## További színházi szerepek
- TÜNDE:  Illés Lajos – Görgey Gábor: Egy fiú és a tündér  (r.: Sándor János)
- GITÁROS LÁNY:  Gyulai Gaál Ferenc: Rongybaba (r.: Sík Ferenc)
- IDUNA: Paul Burkhard: Tüzijáték  (r.: Kazán István)
- IBOLY: Szakcsi Lakatos Béla: Piros karaván (r.: Vámos László)
- LUCETTA: Galt MacDermot: Veronai fiúk (r.: Vámos László)
- CORINNA: Hervé: Nebáncsvirág (r.: Mikolay László)
- LUCIA: Fényes Szabolcs: A kutya, akit Bozzi úrnak hívtak (r.: Vámos László)
- MARIE: Csuha Lajos – Miklós Tibor: Az ellopott futár (r.: Sík Ferenc)
- LULU: John Kander: Kabaré,  (r.: Szinetár Miklós )
- LILI-KATA: Cole Porter: Csókolj meg, Katám! (r.: Vámos László)
- AREUSA, ELICIA: Behár György: Toledói szerelmesek (r.: Oberfrank Géza)
- IZABELLA. Franz von Suppé: Boccaccio (r.: Seregi László)
- ORLOVSZKY: Johann Strauss: A denevér (r.: Vámos László)
- NEMESHÖLGY: Stephen Schwartz: Pipin (r.: Kerényi Miklós Gábor)
- LUCY: Jacobi Viktor: Leányvásár (r.: Seregi László)
- MENYASSZONY: Bacsó Péter: Szerdán tavasz lesz  (r.: Kerényi miklós Gábor)
- ROUMEGOUS-NÉ: Yves Mirande: Uraim, csak egymás után (r.: Seregi László)
- CSÖPI: Máté Péter: Kaméleon (r.: Horváth Zoltán)
- IRMA: Franz és Paul Schönthan: A szabin nők elrablása (r.: Horváth Zoltán)
- CEJTEL: Jerry Bock: Hegedűs a háztetőn (r.: Vámos László)
- LA TANGOLITA: Ábrahám Pál: Bál a Savoyban (r.: Kazán István)
- MORTON MAMA: John Kander: Chicago (r.: Seregi László)
- CEJTEL: Jerry Bock: Hegedűs a háztetőn (r.: Sándor János)
- PIROSKA: Gyárfás Miklós: Egy nő, akinek lelke van (r.: Mikolay László)
- OLGA: Lehár Ferenc: A víg özvegy (r.: Seregi László)
- HELÉNA: Szakcsi Lakatos Béla: A bestia (r.: Sík Ferenc)
- BERTA NŐVÉR: Richard Rodgers: A muzsika hangja (r.: Vámos László)
- MINERVA: Jacques Offenbach: Szép Heléna (r.: Szinetár Miklós)
- PATRÍCIA: George Gershwin: Bolondulok érted (r.: Tasnádi Csaba)
- ERNESTINA: Jerry Herman: Hello, Dolly! (r.: Horváth Péter)
- MIRABELLA: Johann Strauss: A cigánybáró (r.: Halasi Imre)
- RINA: Fényes Szabolcs: A kutya, akit Bozzi úrnak hívtak (r.: Kalmár Péter)
- BERTA NŐVÉR: Richard Rodgers: A muzsika hangja (r.: Éry-Kovács András)
- STEFÁNIA: Szirmai Albert: Mágnás Miska (r.: Verebes István)
- SIMONICHNÉ: Huszka Jenő: Mária főhadnagy (r.: Bagó Bertalan)
- FRAU SCHMIDT: Richard Rodgers: A muzsika hangja  (r.:  Éry-Kovács András)
- GIGUS tanárnő: Kocsák Tibor – Somogyi Szilárd – Miklós Tibor:  Abigél(r.: Somogyi Szilárd)
- CLOTILDE: Franz Arnold – Ernst Bach: Apa csak egy van?! (r.: Bednai Natália)

## Filmszerepek

### Filmekben
- Holnap lesz fácán (r.: Sára Sándor) ,
- Konyec (r.: Rohonyi Gábor),
- Fekete kefe (r.: Vranik Roland).

### Tévéfilmekben
- Tökéletes alattvalók (r.: Vámos László),
- Trójai nők (r.: Vámos László),
- A kard (r.: Dömölky János),
- Hallo Helsinki, Hallo Budapest (r.: Bednai Nándor),
- Vásza Zseleznova (r.: Havas Péter),
- A nap fiai (r.: Havas Péter).
- Csak szex és más semmi, 2005, r.: Goda Krisztina
- Konyec, 2007, r.: Rohonyi Gábor
- Mellékhatás, 2020, r.: Kovács Dániel Richárd

## További szerepek
- Családi Kör
- Cimbora
- Családi titkok

## Könyv
- Hálakönyv udvarias hangnemben; Discovery Hungary Média Holding Zrt., Bp., 2010 + CD, kedvenc dalokkal

A színésznő az írónő szerepében debütál. Az operett és a musical színes világa a felejthetetlen előadások és művésztársak bemutatása. A tartalom egy hálás emlékezés örökérvényű gondolatokkal, tanulságos jelleggel, minden ember számára léleképítő, jelent-múltat-jövőt összekapcsoló hálával telített emlékezés.